# Miyoshi (Tokushima)
Miyoshi (jap. 三好市 Miyoshi-shi) – miasto w Japonii, na wyspie Sikoku, w prefekturze Tokushima.
Miasto powstało 1 marca 2006 roku poprzez połączenie miasteczek: Ikeda, Ikawa, Mino i Yamashiro oraz wsi Higashiiyayama i Nishiiyayama (wszystkich z powiatu Miyoshi).

## Populacja
Zmiany w populacji Miyoshi w latach 1970–2015:
| Rok  | Populacja |
| ---- | --------- |
| 1970 | 55 537    |
| 1975 | 50 121    |
| 1980 | 47 057    |
| 1985 | 45 340    |
| 1990 | 42 219    |
| 1995 | 40 087    |
| 2000 | 37 305    |
| 2005 | 34 103    |
| 2010 | 29 951    |
| 2015 | 26 851    |